# شتاين بوغ
شتاين بوغ (بالنرويجية البوكمول: Stein Bugge)‏ هو مخرج نرويجي، ولد في 1896، وتوفي في 1961.